# Arthroleptis stridens
Arthroleptis stridens е вид жаба от семейство Arthroleptidae.

## Разпространение
Видът е разпространен в Танзания.